# Tấn công Sân bay quốc tế Jinnah 2014
Ngày 8 tháng 6 năm 2014, ít nhất 10 tay súng trang bị vũ khí tự động, máy phóng tên lửa, thuốc nổ và lựu đạn đã tấn công Sân bay quốc tế Jinnah ở Karachi, Sindh, Pakistan; 36 người thiệt mạng, trong đó có 10 kẻ khủng bố, và ít nhất 18 người khác bị thương.

## Diễn biến vụ việc
Vụ tấn công bắt đầu lúc 11 giờ 20 phút đêm ngày 8 tháng 6 và kéo dài tới khoảng 4 giờ rạng sáng ngày 9 tháng 6. Mười kẻ tấn công đột nhập qua một cửa kiểm soát an ninh bằng xe tải và tấn công nhà ga hàng hoá với vũ khí tự động, lựu đạn cầm tay, lựu đạn tên lửa đẩy và một số loại chất nổ khác. Các kẻ tấn công mặc trang phục các nhân viên an ninh, một số kẻ mặc áo có cài sẵn thuốc nổ. Chúng mặc đồng phục của lực lượng an ninh sân bay ASF, và dùng giấy tờ giả để đột nhập vào sân bay. Một quan chức tình báo Pakistan nói một số kẻ tấn công tìm cách bắt cóc máy bay nhưng không thành.
Khoảng 90 phút sau khi cuộc tấn công bắt đầu, hàng trăm lính biệt kích đặc nhiệm có mặt tại hiện trường để chống trả những kẻ tấn công. Một số báo cáo cho biết những kẻ tấn công đã kiểm soát đường băng của sân bay. Trong vài giờ, tám trong số mười kẻ tấn công bị lính biệt kích bắn chết và hai tên còn lại tự kích hoạt chất nổ trong người khi bị vây hãm. Vòng vây được chính thức dỡ bỏ sau năm giờ; 36 người, trong đó có 10 kẻ tấn công, 11 nhân viên ASF, hai lính biệt kích Pakistan, một sĩ quan cảnh sát SIndh, và bốn nhân viên hãng hàng không quốc gia Pakistan (trong đó có hai kỹ sư máy bay trưởng) thiệt mạng trong vụ việc. Ít nhất 18 nhân viên an ninh bị thương và được chuyển tới Bệnh viện Abbasi Shaheed.
Một máy bay của hãng hàng không quốc gia Pakistan, một máy bay của hãng Air Blue và một máy bay chở hàng của một hãng hàng không nước ngoài được cho là đã bị hư hỏng. Một quả lựu đạn tay cũng đã được sử dụng trong vụ tấn công ở Ispahani Hangar.
Sau vụ tấn công, khu vực sân bay đã được phát quang và giao cho Cơ quan hàng không dân sự Pakistan và ASF quản lý.

## Trách nhiệm
Tehrik-i-Taliban Pakistan (TTP) đứng ra nhận trách nhiệm về vụ tấn công, coi đó là hành động trả đũa sau cái chết của cựu thủ lĩnh Hakimullah Mehsud, người bị giết trong một vụ tấn công bằng máy bay không người lái ở Bắc Waziristan hồi tháng 11 năm 2013.